# Trachypodopsis blanda
Trachypodopsis blanda là một loài rêu trong họ Trachypodaceae. Loài này được (Harv.) M. Fleisch. ex Sedgw. mô tả khoa học đầu tiên năm 1910.